# ギチ
ギチは、フリーランスのお笑いコンビ。2017年10月まで吉本興業東京本社（東京吉本、厳密には子会社のよしもとクリエイティブ・エージェンシー）所属。東京NSC15期生。ただし2016年以降は個々の活動が多く、コンビでの活動は年に一度ほどの間隔となっている。
2021年4月以降コンビとしての活動を再開。Podcast番組『ギチの完全人間ランド』を放送中。

## メンバー
青柳貴哉（あおやぎ たかや　1981年6月21日-）
福岡県田川市出身。AB型
福岡大学出身。立ち位置は向かって右。
AV女優のマネージャーの経験がある。この経歴からAV女優、グラビアタレントにまつわる仕事も多い。
特技は食レポラップと長渕剛のモノマネ。映像作家としても活動。
2017年8月に入籍。「ギチ青柳貴哉」名義での個人活動も多い。
自身が企画・撮影・編集・出演を務めるYoutubeチャンネル「アットホームチャンネル」が、チャンネル登録者数25万人を突破し、銀の盾を取得している。
2023年4月にKADOKAWAより著書「Z世代のネオホームレス 自らの意思で家に帰らない子どもたち」を出版。
樋口聖典（ひぐち　きよのり　1981年8月20日-）
福岡県田川市出身。B型
九州芸術工科大学音響設計学科卒業、九州大学大学院芸術工学府卒業。立ち位置は向かって左。
金髪に赤い帽子がトレードマーク
特技は氷室京介のモノマネ。
高校時代は1か月だけバレー部に入っていた。
音楽制作会社である株式会社オフィス樋口の代表取締役会長と株式会社BOOKの代表取締役を務めている。2014年以降はどぶろっくとの「どぶろっかーず」としても活動。
株式会社オフィス樋口の代表取締役社長である弟の樋口太陽は、お笑い芸人COWCOWのネタ「あたりまえ体操」の作曲、歌唱をしており、自身もサウンドディレクターとしてCMなどに曲を提供する。

## 概要
2人は中学の同級生である。ネタは主にコント。

## 主な活動

### テレビ
- 竹山ロックンロール（テレ玉/チバテレ/サンテレビほか）「ロック芸人フェス」コーナー - 2014年3月1日
- お願い!ランキング（テレ朝ほか）「副業でボロ儲けの芸人SP」コーナー - 2016年5月10日(樋口のみ)
- 今日のあまつか（2015年5月16日 - 、エンタ!959）ギチ青柳貴哉として青柳のみ出演[6]
- まこりんレディオ（2019年4月2日 - 、エンタ!959）ギチ青柳貴哉として青柳のみ出演

### ライブ
- 彩Audition予選／ヨシモト∞ホール
- JET GIG／ヨシモト∞ホール
- 15の夜／ヨシモト∞ホール
- Circus／新宿ハイジア・V-1ほか
- ヌーディー・シアター／神保町花月 (2013年8月16日 - 8月18日) (樋口のみ)

### ネット番組
- 60分で曲を作る人間TV／ニコニコ生放送
- Bstar公式ツイキャス/Youtubeチャンネル（2021年以降）Bstarのお友達として青柳のみ定期出演
- アットホームチャンネル／Youtube（青柳のみ）

### ラジオ
- ギチラジオ
- 愛の楽曲工房／Podcast
- ギチの完全人間ランド／Podcast
- 歴史を面白く学ぶコテンラジオ／Podcast・Youtube（樋口のみ）
- 新型オトナウィルス／Podcast（樋口のみ）
- ＃さえのわっふる／ラジオ（樋口のみ）

### イベント
- セクシー女優　春期講習会 〜目指せセンター試験　天下分け目の東京大決戦〜（2019年3月23日、新宿ルイードK4）青柳のみMC
- セクシー女優 夏前特訓会 〜目指せセンター試験 天下分け目の東京大決戦vol.2〜バンビ学園ｖｓマインズ女子高（2019年6月22日、MUSE音楽館）青柳のみMC[7]
- Bstarトークショー ~アワード受賞者 大集合SP~（2022年5月1日、代々木・MUSE HALL）青柳のみ[8]
- 安達夕莉の区民酒場 ～ラストトークショー～（2024年7月23日、LOFT9 Shibuya）青柳のみ[9]